# Skellefteå AIK
O Skellefteå AIK ( PRONÚNCIA) é um clube sueco de hóquei no gelo, sediado na cidade de Skellefteå, no norte do país.

Os seus jogos em casa são disputados no Skellefteå Kraft Arena, com capacidade para 6 000 pessoas.

Foi fundado em 1921, e começou com o hóquei no gelo em 1943.

Foi campeão da Suécia por 3 vezes (1978, 2013 e 2014).

Atualmente (2023) disputa a Liga Sueca de Hóquei no Gelo, a primeira divisão do hóquei no gelo da Suécia.                                

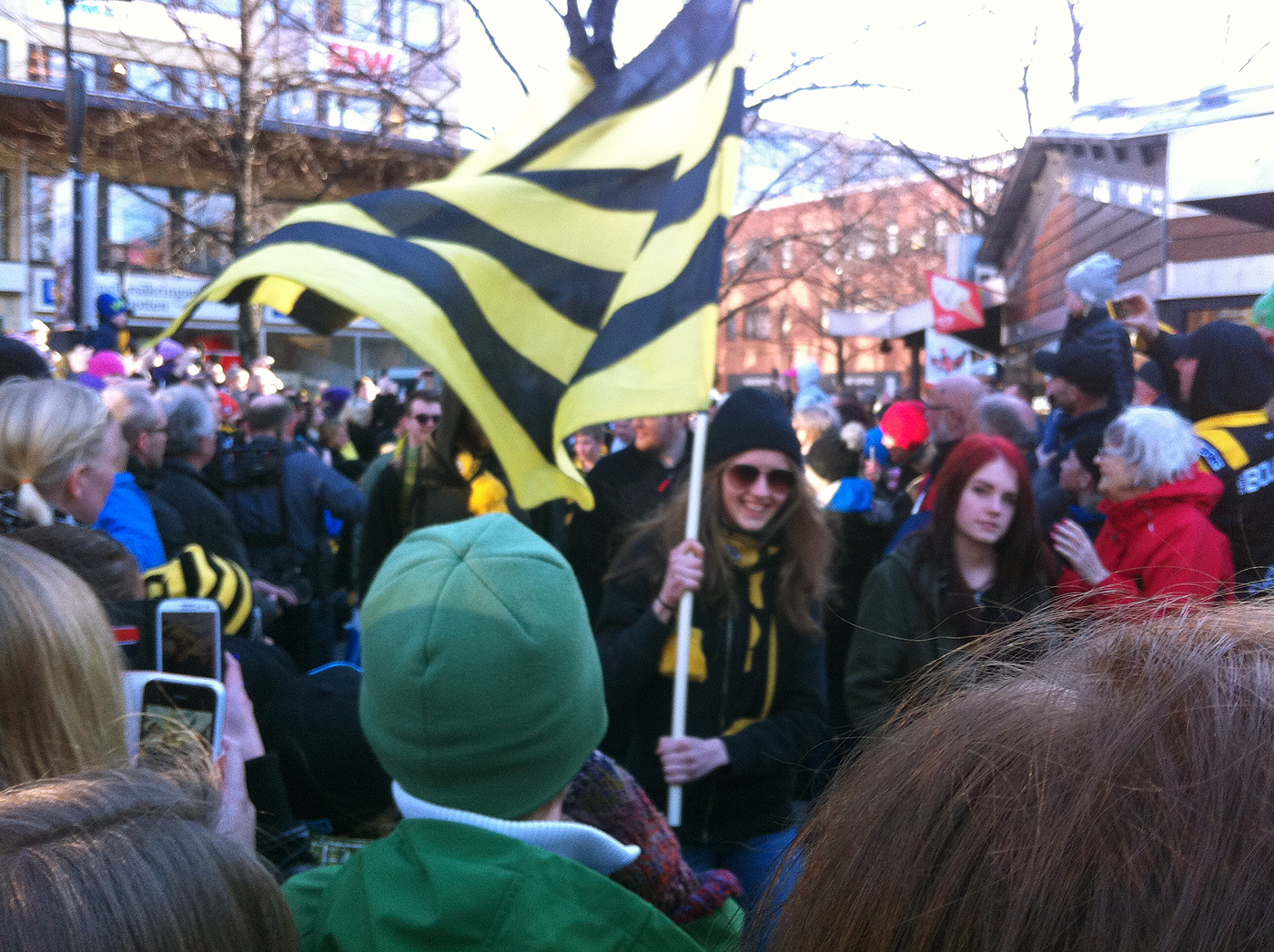
Os adeptos do clube festejam a vitória no Allsvenskan de 2014
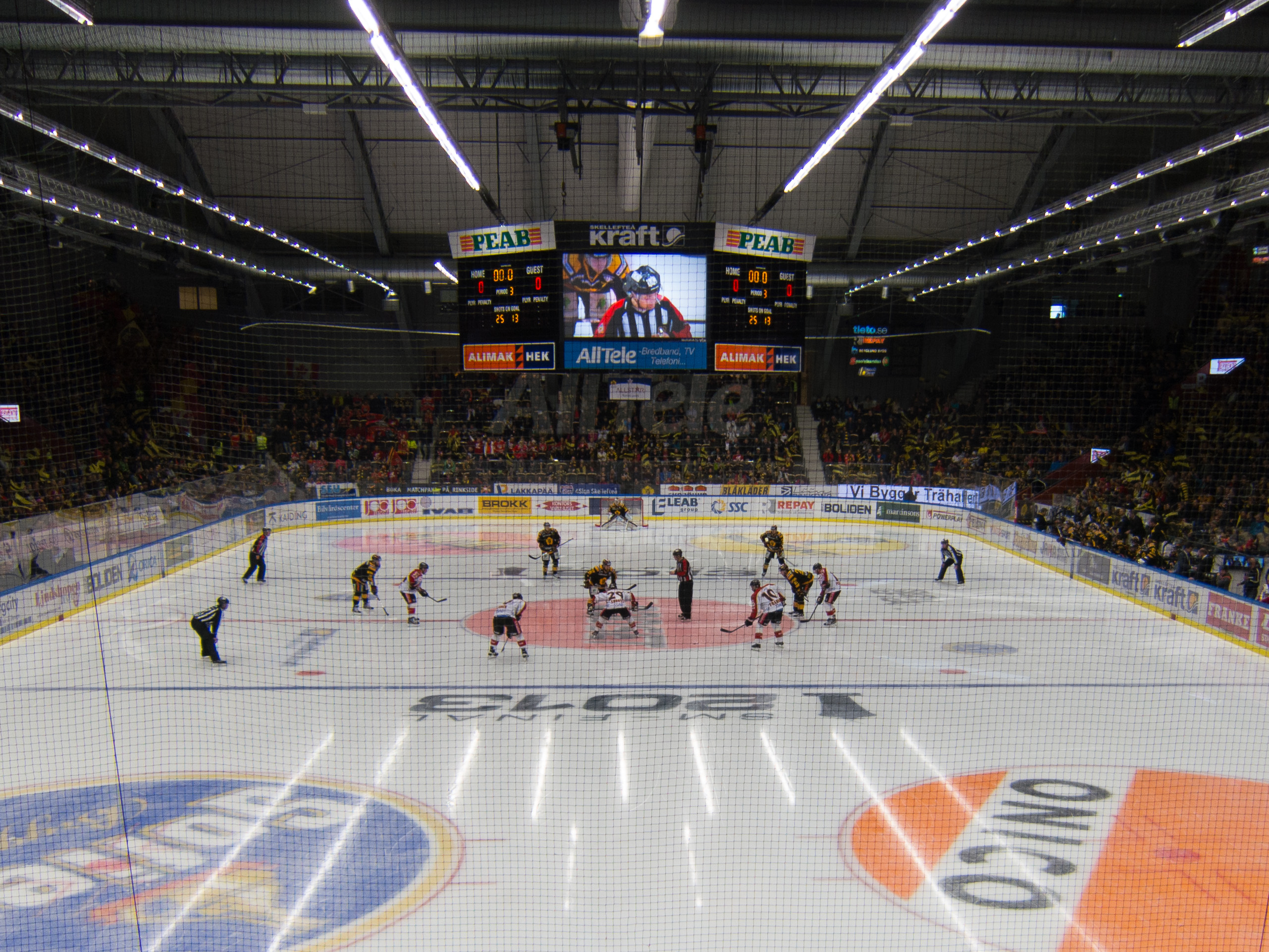
O estádio Skellefteå Kraft Arena